# Community Squad
Community Squad (spanska: División Palermo) är en argentinsk kriminalserie som hade premiär den 17 februari 2023 på Netflix. Seriens vars första säsong består av åtta avsnitt har fått kontrakt på en andra säsong.

## Handling
Serien handlar om en civil patrullgrupp som bildats för att förbättra polisens anseende. Gruppen sätter ovetande sina liv på spel när de konfronterar några märkliga brottslingar.

## Rollista (i urval)
- Santiago Korovsky - Felipe Rozenfeld
- Daniel Hendler - Miguel Rossi
- Pilar Gamboa - Sofía Vega
- Marcelo Subiotto - Julio García Reynoso